# Złoczew
Złoczew es un municipio de Polonia, en el voivodato de Łódź y en el condado de Sieradz. Se extiende por una área de 13,79 km², con 3 352 habitantes, según los censos de 2016, con una densidad de 243,1 hab/km².